# 媽祖廟

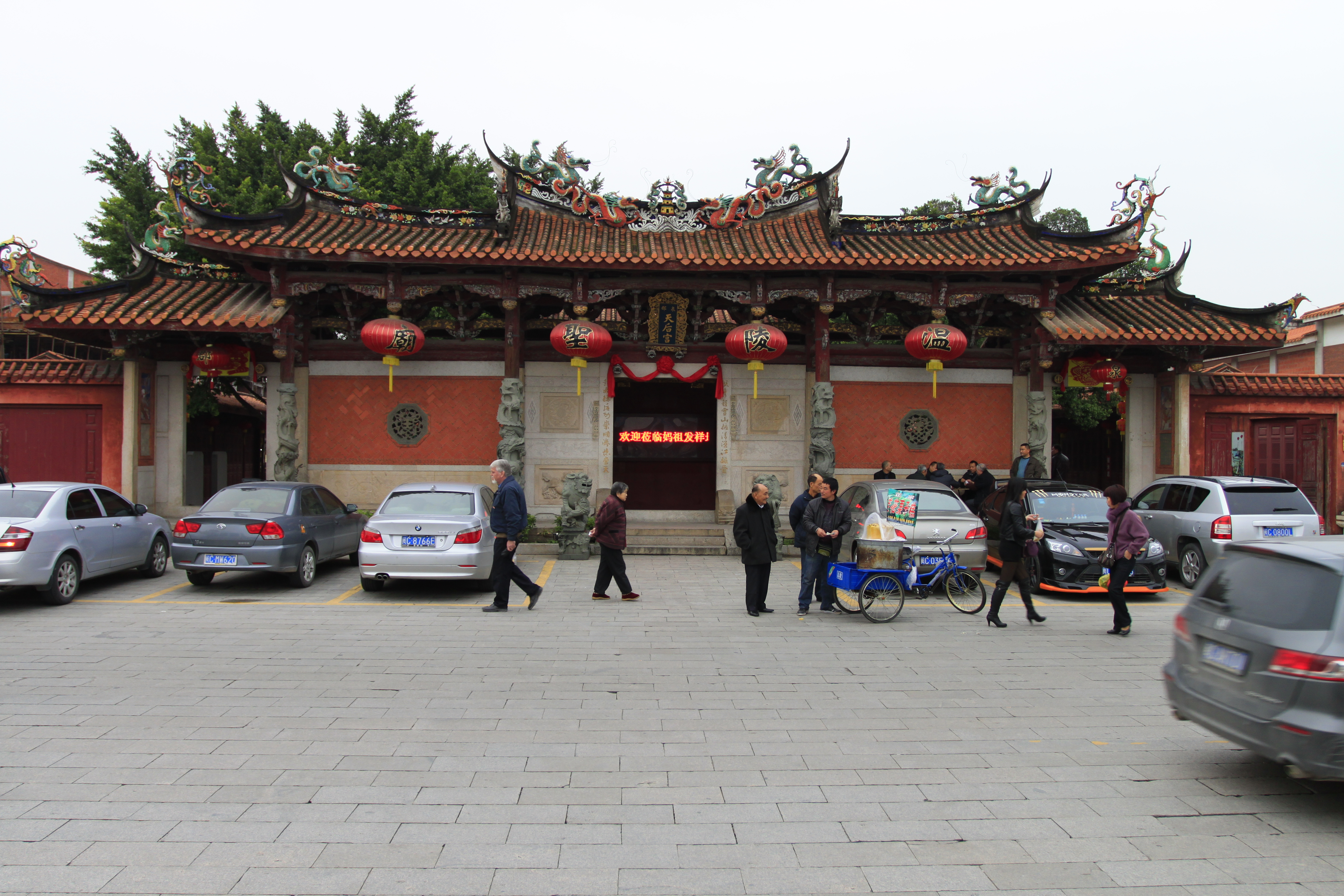
中国・泉州天后宮

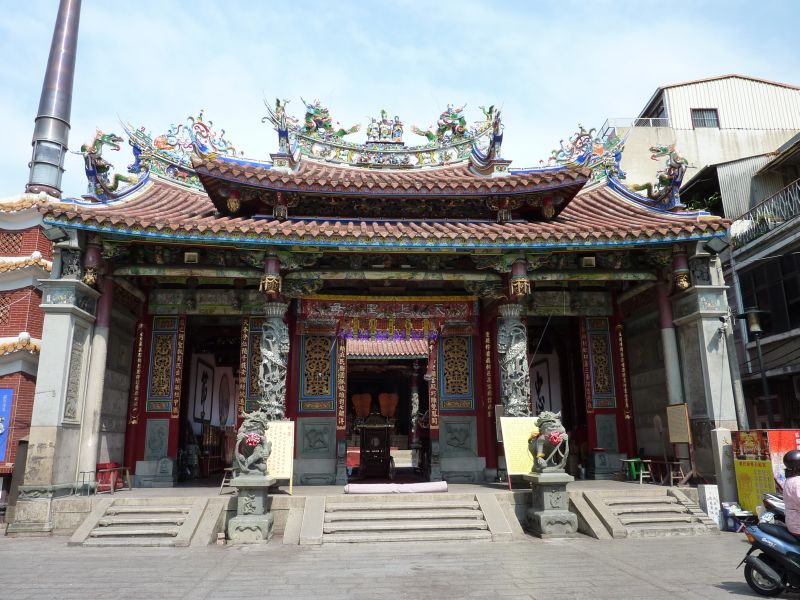
台湾台南市大天后宮

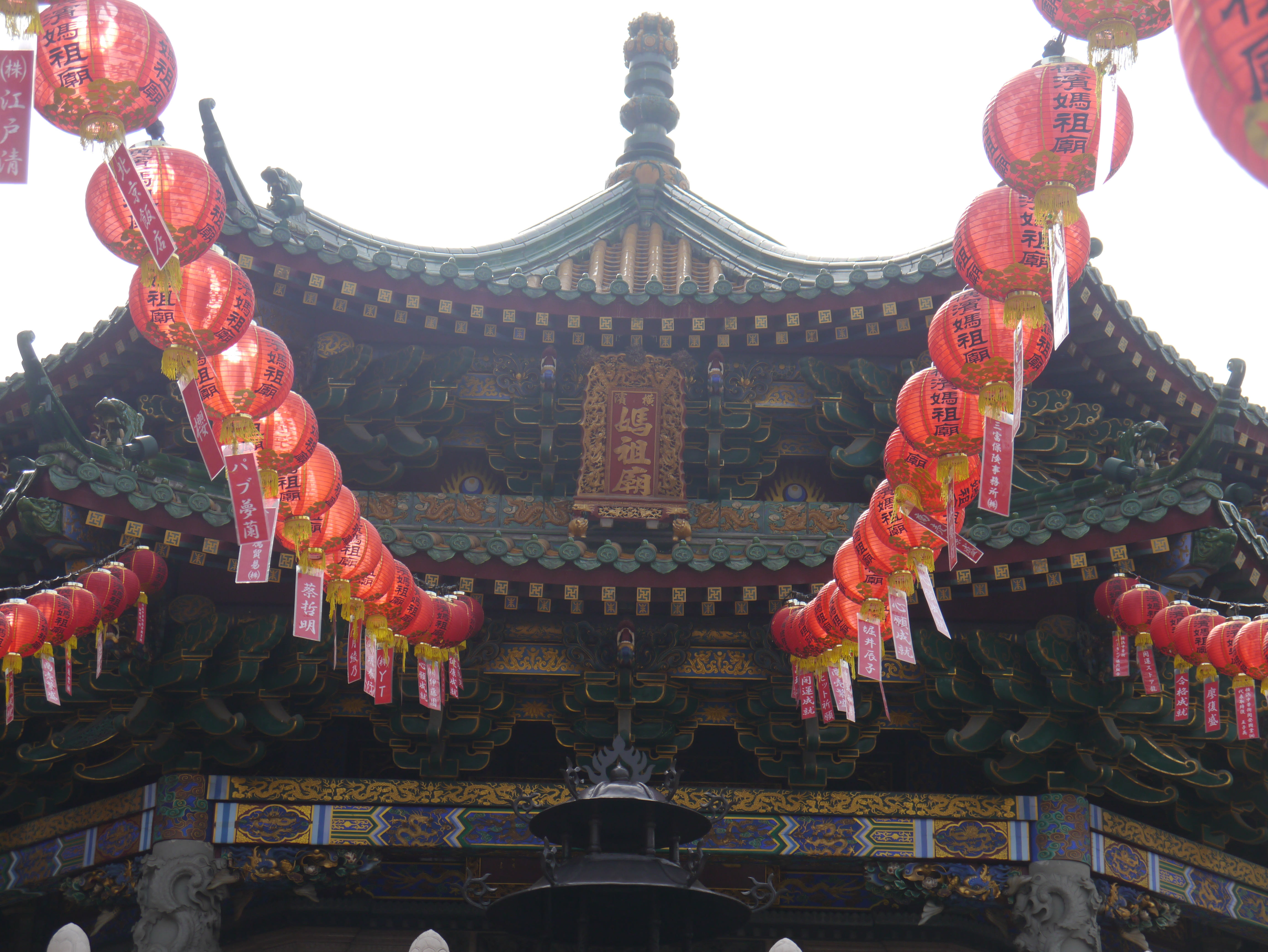
横浜媽祖廟

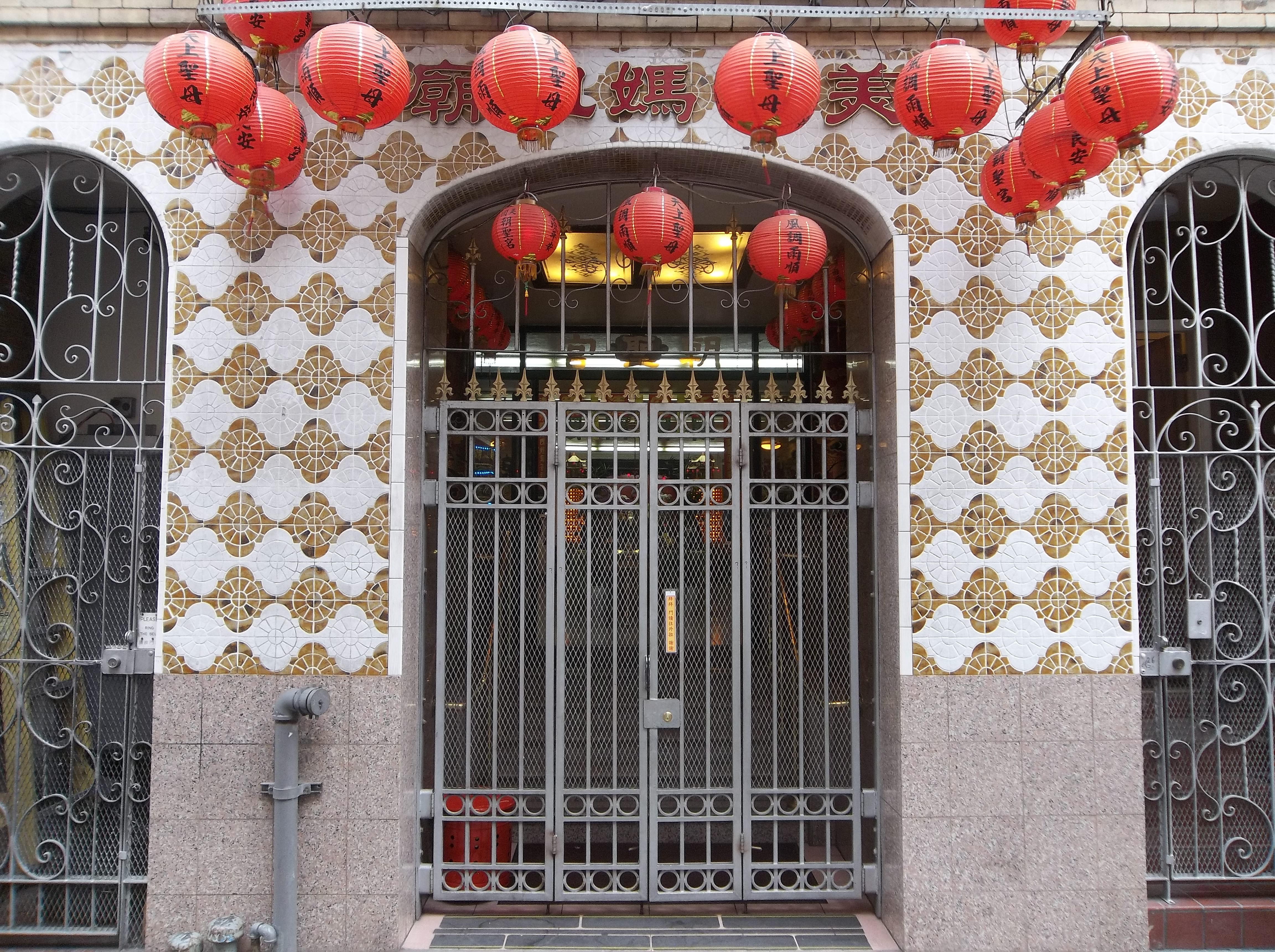
朝聖宮（サンフランシスコ）

媽祖廟（まそびょう）は、海の守り神・媽祖を祭る廟で、天后宮、天后宮、天后祠、天后寺、天后廟、聖母寺などとも呼ばれ、日本では天后神社としても知られ、中国大陸や台湾の海岸沿い、香港、マカオ、日本、ベトナムなどの東南アジアのその他の場所、および東アジア人（主に中国人）の海外居住地によく見られる。台湾は、媽祖が中国本土以外で最も崇拝している場所である。四川盆地の天后宮は、湖広填四川の時に、客家の先祖によって建てられたもので、海の神から水上輸送の神、さらには全能の神へと進化したものである。中国南部、中国東部、そして中国全土には媽祖を崇拝する信心があり、安全な航海が保証されると信じられており、天后宮の正面玄関のほとんどは海に面している。
伝説によると、天后宮は宋王朝の建隆元年（960）3月23日に福建省泉州莆田県（注：泉州の莆田県と仙游県は太平興国4年（979年）興華軍に含まれていた）の湄洲島で生まれた。誕生時に特別な兆候を示して、部屋は赤い光でいっぱいで、香りが溢れていた。彼女は満月まで泣かなかったので、林黙と名付けられた。林黙は子供の頃から天気を予測する能力を持っていた。船が難破した時に、彼女はしばしば人々を救助した。雍熙4年（987年）27歳で、彼は湄洲の山から羽化昇天した。
それ以来、しばしば海岸に現れ、無数の人々を救ったので、沿岸の村人たちは彼女を崇拝するために廟を建てた。過去の王朝の君主は称号を与え、天妃として尊敬した。康熙22年（1683年）に、福建海軍の施琅が台湾の鄭克塽を攻撃した時に、軍艦が座礁したため、清王朝の兵士たちは天姫に祈って逃げた。康熙皇帝はそれを知ったとき、天妃を「天后」に変えた。その後、天后は中国と東南アジアの中国社会の漁師とすべての船員の普遍的な守護聖人になった。一部の漁師は子供たちを天后に捧げることさえあった。現在、福建出身の林という姓の人々は、天后が彼らの祖先であり、「天后聖姑」として名誉を与えることが一般的になっている。

## 世界の媽祖廟一覧
媽祖廟は中国大陸、台湾の、香港、マカオ、日本（琉球）、ベトナムなどの東南アジア、その他中国人が多く住む世界の各地にある。

## 日本の媽祖廟
- 青森県下北郡　稲荷神社 (大間町)
- 茨城県北茨城市　磯原天妃山弟橘媛神社
- 茨城県小美玉市　小川天聖寺跡天妃尊
- 茨城県水戸市　祇園寺 (水戸市)
- 群馬県高崎市　大應慈天后宮
- 東京都新宿区　東京媽祖廟
- 神奈川県横浜市　横浜媽祖廟
- 神奈川県足柄下郡　福寿院（箱根観音）
- 兵庫県神戸市　関帝廟（神戸市）
- 大阪府大阪市　大阪関帝廟
- 長崎県長崎市　興福寺 (長崎市)
- 長崎県長崎市　崇福寺 (長崎市)
- 長崎県長崎市　唐人屋敷　　福建会館／天后堂
- 沖縄県那覇市　首里天后宮
- 沖縄県那覇市　至聖廟
- 沖縄県久米島町　真謝天后宮
- 沖縄県八重瀬町　唐の船御嶽　など